# Gà Marans

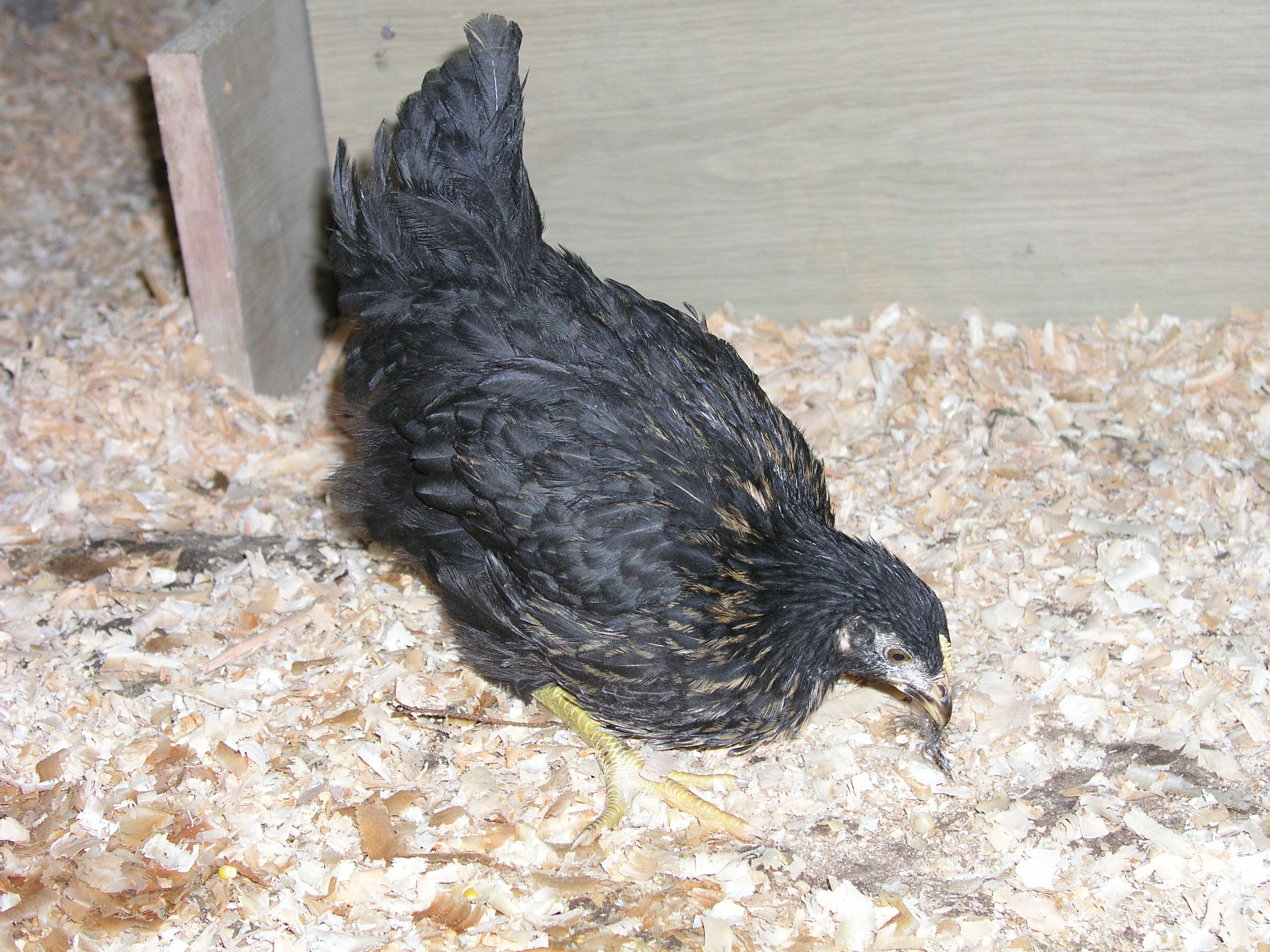
Gà Marans (mã mái)

Gà Marans (tiếng Pháp: Poule de Marans) là một giống gà có nguồn gốc từ thị trấn Marans, thuộc vùng Charente-Maritime, thuộc vùng Nouvelle-Aquitaine của miền tây nước Pháp. Nó được tạo ra với những con gà rừng hoang dã địa phương có nguồn gốc từ các con gà rừng săn bắn từ Indonesia và Ấn Độ. Những con gà Marandaise ban đầu được "cải tiến" thông qua sự tái kết hợp với gà Croad Langshans nhập khẩu. Một món ăn ưa thích ở gia cầm cho thấy, đó là một loài gà kiêm dụng được biết đến với cả trứng cực kỳ đen và chất lượng thịt thơm ngon. Lịch sử của gà Marans bắt nguồn từ Marans, Pháp, và được nhập khẩu vào Vương quốc Anh trong những năm 1930.

## Đặc điểm
Về màu lông gà, giống gà này có 9 màu được công nhận theo tiêu chuẩn Pháp: chim cu (ó), chim cúc vàng, đen, Birchen, đồng đen, màu yến mạch (wheaten), màu bò pha đen, trắng và colombian. Đồng đen (màu đen với lông đồng trên cổ) và chim cu (lông bị cấm, có màu đen và màu trắng đốm xuất hiện) là phổ biến nhất trong số này. Các màu khác không được công nhận chính thức (như Blue Copper, lam-Blue, và màu tóe-Splash) cũng tồn tại trong giống gà này.
Chúng nên có đôi mắt màu da cam. Những cái gờ thường là màu đá phiến hoặc hồng, lòng bàn chân luôn luôn màu trắng vì gà Marans có da trắng, không màu vàng. Mặc dù các con gà Marans ban đầu cũng có thể là những con chim lông vũ, các nhà lai tạo người Anh ưa thích phiên bản chân không sạch, và vì vậy, chân gà Marans hiện đang được tìm thấy chủ yếu ở Pháp và Hoa Kỳ. Tiêu chuẩn gia cầm Úc (Australian Poultry Standard) nhận biết cả lông vũ và lông vũ. Hiệp hội giống Hoa Kỳ chỉ công nhận chân lông.
Đặc điểm của gà Marans nói chung là điềm tĩnh và ngoan ngoãn, nhưng chúng hoạt động khá tích cực, làm tốt để sống tự do trong phạm vi địa hình gồ ghề và cũng rất cứng rắn và chống chịu lại bệnh tật giỏi. Tính khí nhẹ nhàng và thái độ yên lặng của chúng làm cho chúng trở nên lý tưởng cho những người chăn nuôi ở sân sau ở ngoại ô, cũng như bất cứ một đàn chăn nuôi gia cầm nào khác vì chúng ít khi bắt nạt các giống nhỏ hơn. Gà Marans đẻ khoảng 150-200 trứng nâu tối mỗi năm tùy thuộc vào giống. Gà Marans trong lịch sử là một giống kiêm dụng, có giá trị không chỉ đối với trứng tối màu của chúng mà còn cho chất lượng thịt gà.